# 腹後燈籠魚
腹后灯笼鱼（学名：Metelectrona ventralis）为輻鰭魚綱燈籠魚目灯笼鱼科的其中一種。分布于全球三大洋海域，為深海魚類，棲息深度0-426公尺，體長可達10.7公分。

## 扩展阅读
維基物種上的相關：腹后灯笼鱼